# Hymenocallis choctawensis
Hymenocallis choctawensis är en amaryllisväxtart som beskrevs av Hamilton Paul Traub. Hymenocallis choctawensis ingår i släktet Hymenocallis och familjen amaryllisväxter. Inga underarter finns listade i Catalogue of Life.